# Рокфорд (Минесота)
Рокфорд (енгл. Rockford) град је у америчкој савезној држави Минесота.

## Демографија
По попису из 2010. године број становника је 4.316, што је 832 (23,9%) становника више него 2000. године.
| Група             | 2000.         | 2010.         |
| Белци             | 3.369 (96,7%) | 4.007 (92,8%) |
| Афроамериканци    | 14 (0,4%)     | 45 (1,0%)     |
| Азијати           | 16 (0,5%)     | 57 (1,3%)     |
| Хиспаноамериканци | 35 (1,0%)     | 83 (1,9%)     |
| Укупно            | 3.484         | 4.316         |